# Indianapolis 500 in 1993
De 77e Indianapolis 500 werd gereden op zondag 30 mei 1993 op de Indianapolis Motor Speedway. Penske Racing coureur Emerson Fittipaldi won de race voor de tweede en laatste keer in zijn carrière. Regerend wereldkampioen Formule 1 Nigel Mansell maakte zijn debuut.

## Startgrid

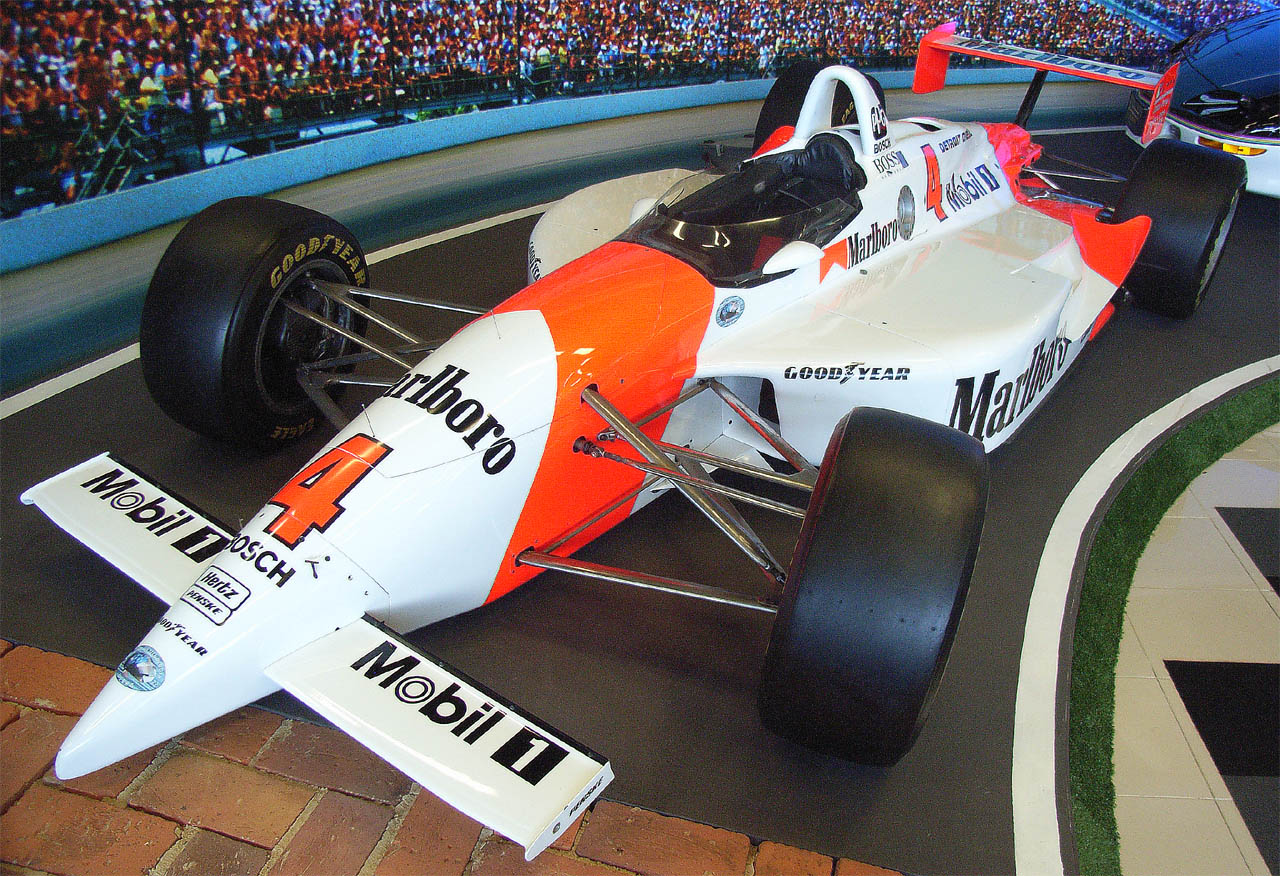
Emerson Fittipaldi's Penske.

Arie Luyendyk won de poleposition voor de eerste keer in zijn carrière op Indianapolis. Scott Pruett, Bobby Rahal, Eric Bachelart, Mark Smith, Olivier Grouillard, Rocky Moran, Buddy Lazier en John Paul Jr. konden zich niet kwalificeren voor de race.
| Rij | Binnen                | Midden          | Buiten             |
| --- | --------------------- | --------------- | ------------------ |
| 1   | Arie Luyendyk         | Mario Andretti  | Raul Boesel        |
| 2   | Scott Goodyear        | Al Unser Jr.    | Stefan Johansson   |
| 3   | Paul Tracy            | Nigel Mansell   | Emerson Fittipaldi |
| 4   | Roberto Guerrero      | Scott Brayton   | Danny Sullivan     |
| 5   | Nelson Piquet         | Kevin Cogan     | Stéphan Grégoire   |
| 6   | Jeff Andretti         | Teo Fabi        | Gary Bettenhausen  |
| 7   | Jimmy Vasser          | Stan Fox        | Lyn St. James      |
| 8   | Tony Bettenhausen Jr. | Al Unser        | John Andretti      |
| 9   | Robby Gordon          | Hiro Matsushita | Dominic Dobson     |
| 10  | Davy Jones            | Geoff Brabham   | Willy T. Ribbs     |
| 11  | Jim Crawford          | Didier Theys    | Eddie Cheever      |

## Race
Mario Andretti reed het meest aantal ronden aan de leiding, maar viel tegen het einde van de race wat terug. Nigel Mansell reed vanaf de 175e ronde aan de leiding van de race. Acht ronden later was er een korte neutralisatie en bij de herstart kwam Mansell veel te laat op het gas waardoor zowel Emerson Fittipaldi als Arie Luyendyk hem konden voorbij racen. Fittipaldi won de Indy 500 voor de tweede en laatste keer in zijn carrière.
| #                                                                                    | Coureur               | Auto             | Team                        | Ronden | Opgave     |
| ------------------------------------------------------------------------------------ | --------------------- | ---------------- | --------------------------- | ------ | ---------- |
| 1                                                                                    | Emerson Fittipaldi    | Penske-Chevrolet | Team Penske                 | 200    |            |
| 2                                                                                    | Arie Luyendyk         | Lola-Ford        | Chip Ganassi Racing         | 200    |            |
| 3                                                                                    | Nigel Mansell (R)     | Lola-Ford        | Newman/Haas Racing          | 200    |            |
| 4                                                                                    | Raul Boesel           | Lola-Ford        | Dick Simon Racing           | 200    |            |
| 5                                                                                    | Mario Andretti        | Lola-Ford        | Newman/Haas Racing          | 200    |            |
| 6                                                                                    | Scott Brayton         | Lola-Ford        | Dick Simon Racing           | 200    |            |
| 7                                                                                    | Scott Goodyear        | Lola-Ford        | Walker Racing               | 200    |            |
| 8                                                                                    | Al Unser Jr.          | Lola-Chevrolet   | Galles Racing               | 200    |            |
| 9                                                                                    | Teo Fabi              | Lola-Chevrolet   | Jim Hall Racing             | 200    |            |
| 10                                                                                   | John Andretti         | Lola-Ford        | A. J. Foyt Enterprises      | 200    |            |
| 11                                                                                   | Stefan Johansson (R)  | Penske-Chevrolet | Bettenhausen Racing         | 199    |            |
| 12                                                                                   | Al Unser              | Lola-Chevrolet   | King Racing                 | 199    |            |
| 13                                                                                   | Jimmy Vasser          | Lola-Ford        | Hayhoe Racing               | 198    |            |
| 14                                                                                   | Kevin Cogan           | Lola-Chevrolet   | Galles Racing               | 198    |            |
| 15                                                                                   | Davy Jones            | Lola-Chevrolet   | Euromotorsport              | 197    |            |
| 16                                                                                   | Eddie Cheever         | Lola-Buick       | Team Menard                 | 197    |            |
| 17                                                                                   | Gary Bettenhausen     | Lola-Menard      | Team Menard                 | 197    |            |
| 18                                                                                   | Hiro Matsushita       | Lola-Ford        | Walker Racing               | 197    |            |
| 19                                                                                   | Stéphan Grégoire (R)  | Lola-Buick       | Formula Project Engineering | 195    |            |
| 20                                                                                   | Tony Bettenhausen Jr. | Penske-Chevrolet | Bettenhausen Racing         | 195    |            |
| 21                                                                                   | Willy T. Ribbs        | Lola-Ford        | Walker Racing               | 194    |            |
| 22                                                                                   | Didier Theys          | Lola-Buick       | Hemelgarn Racing            | 193    |            |
| 23                                                                                   | Dominic Dobson        | Galmer-Chevrolet | Burns Racing                | 193    |            |
| 24                                                                                   | Jim Crawford          | Lola-Chevrolet   | King Racing                 | 192    |            |
| 25                                                                                   | Lyn St. James         | Lola-Ford        | Dick Simon Racing           | 176    | Mechanisch |
| 26                                                                                   | Geoff Brabham         | Lola-Menard      | Team Menard                 | 174    | Mechanisch |
| 27                                                                                   | Robby Gordon (R)      | Lola-Ford        | A. J. Foyt Enterprises      | 165    | Mechanisch |
| 28                                                                                   | Roberto Guerrero      | Lola-Chevrolet   | King Racing                 | 125    | Ongeval    |
| 29                                                                                   | Jeff Andretti         | Lola-Buick       | Pagan Racing                | 124    | Ongeval    |
| 30                                                                                   | Paul Tracy            | Penske-Chevrolet | Team Penske                 | 94     | Ongeval    |
| 31                                                                                   | Stan Fox              | Lola-Buick       | Hemelgarn Racing            | 64     | Mechanisch |
| 32                                                                                   | Nelson Piquet (R)     | Lola-Menard      | Team Menard                 | 38     | Mechanisch |
| 33                                                                                   | Danny Sullivan        | Lola-Chevrolet   | Galles Racing               | 29     | Ongeval    |
| Gemiddelde snelheid : 253,000 km/h - Snelste Ronde : Emerson Fittipaldi, 345,79 km/h |                       |                  |                             |        |            |
| Aantal neutralisaties : 8 (49 van de 200 ronden in totaal)                           |                       |                  |                             |        |            |